# 上吉野町
上吉野町（かみよしのちょう）は、徳島県徳島市の町名。渭北地区に属している。上吉野町一丁目から上吉野町三丁目まで存在する。郵便番号は〒770-0803。
- 人口：1,100人（2009年12月。徳島市の調査より）
- 世帯数：450世帯（同上）

## 地理
徳島市の北東部に位置し、北は一級河川・吉野川に面している。吉野川沿いに川下の東から西へ一丁目から三丁目と細長く分布。
第二次世界大戦までは水田が開かれていたが、近年では住宅地が変貌し、アパートやマンション、飲食店なども散見される。二丁目には鳴門教育大学附属特別支援学校、三丁目には徳島河川国道事務所がある。

### 河川
- 吉野川

## 歴史
元は下助任町の北部に位置しており、昭和17年に現在の町名となった。明治40年から大正15年にかけて行われた吉野川改修工事により、河川敷になった所がある。昭和30年頃まで田園地帯だった当町は、現在住宅地となっている。

## 施設
公共施設
- 徳島市民吉野川運動広場

教育
- 鳴門教育大学附属特別支援学校

その他
- 徳島河川国道事務所

## 交通

### 道路
都道府県道
- 徳島県道15号徳島吉野線